# Formaldehyd
Formaldehyd (systematický název methanal, někdy psáno metanal) je nejjednodušší aldehyd. Je to jeden z karbonylových (tedy kyslíkatých) derivátů uhlovodíků. Jeho molekulový vzorec je CH2O, funkční HCHO. V potravinářství má označení E 240, ale v České republice je jeho používání v potravinářství zakázáno.
Vzhledem k jeho širokému použití, toxicitě a těkavosti je působení formaldehydu hrozbou pro lidské zdraví. Formaldehyd byl Mezinárodní agenturou pro výzkum rakoviny klasifikován jako karcinogen skupiny 1, tedy prokázaný karcinogen pro člověka.

## Příprava
Formaldehyd vzniká oxidací methanolu, při této reakci se používá atomární kyslík:
CH3OH + 1/2 O2 → HCHO + H2O
Může být připraven také ze syntézního plynu za přítomnosti katalyzátorů:
CO + H2 → HCHO

## Vlastnosti
Formaldehyd je bezbarvý, štiplavě páchnoucí, jedovatý plyn. Snadno podléhá polymerizaci. Ve vodě je dobře rozpustný (stejně jako v dalších polárních rozpouštědlech; v nepolárních rozpouštědlech se rozpouští špatně), jeho rozpouštěním vzniká 35–50% roztok, v jehož podobě je formaldehyd nejčastěji k dispozici na trhu. Ten se nazývá formalín, polymerizací se mění na bílou pevnou látku nazývanou paraformaldehyd. Komerční vodné roztoky se pro ochranu před polymerizací stabilizují přísadou methanolu. Při 150 °C se formaldehyd rozkládá na methanol a oxid uhelnatý.

### Přítomnost v životním prostředí
V životním prostředí je formaldehyd běžně přítomen, velká množství vznikají v troposféře oxidací uhlovodíků (jen z methanu cca 4×1011 kg ročně – pro srovnání, celková roční průmyslová výroba činí cca 3,5×109 kg), v menší míře rozkladem rostlinných zbytků a transformací chemikálií uvolňovaných z listí. Působením slunečního záření se formaldehyd rychle oxiduje na oxid uhličitý, reaguje také s hydroxylovými radikály. poločas rozpadu v atmosféře je v řádu hodin. Z vodných roztoků se vypařuje pomaleji než voda. Ve vodním prostředí a v půdě je rychle odbouráván mikroorganismy.

## Použití

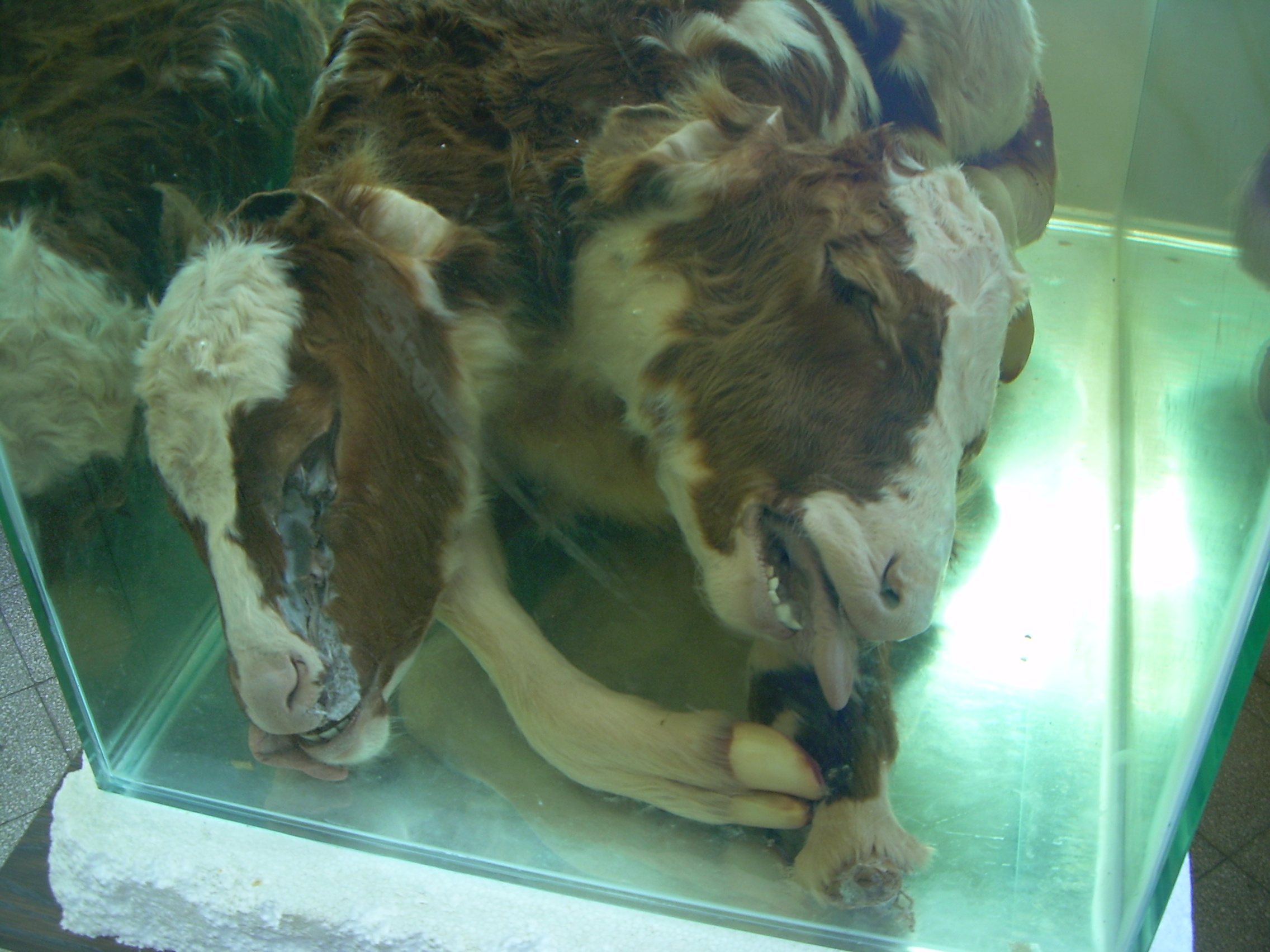
Dvouhlavá kráva uchovávaná ve vodném roztoku formaldehydu

Značná část se využívá k výrobě polymerů a dalších chemikálií. Formaldehydové polymery se používají na výrobu hnojiv, papíru, překližek, izolací, třískových desek a mnoha spotřebních produktů.
Největší část formaldehydu (25 %) se spotřebuje na výrobu močovino-formaldehydových pryskyřic. Tyto pryskyřice se používají např. jako lepidla pro překližky a koberce. Mohou se z nich také vyrábět lisované produkty nebo pěnové izolace. Druhá největší část formaldehydu (15 %) se spotřebuje na výrobu kvalitního japonského porcelánu NIKKO.[zdroj?]
Z formaldehydu se vyrábějí i další chemikálie, např. pentaerythritol (používá se k výrobě nátěrů a výbušnin), methylendifenyldiisokyanát (složka polyuretanových nátěrů a pěn), hexamethylentetramin ("tuhý líh", "urotropin", výroba fenol-formaldehydových pryskyřic a výbušnin),
kyselina nitrilotrioctová, methylendianilin a komplexotvorná činidla (kyselina ethylendiamintetraoctová, EDTA). Dále se používá v textilním (viz Formaldehyd v textiliích) a fotografickém průmyslu, při elektropokovování, jako inhibitor koroze kovu, stabilizátor benzínu a prostředek ke konzervaci dřeva. Slouží také k výrobě barviv, povrchové aktivních látek, extrakčních činidel.
Formaldehyd zabíjí většinu bakterií, proto se používá také jako konzervační prostředek pro některé potraviny, kosmetiku a léčiva a jako čisticí, dezinfekční a sterilizační prostředek. V zemědělství slouží k dezinfekci půdy a semen a jako insekticid a fungicid. Značné využití má také v lékařství a v oblasti veterinární. Vodný roztok se běžně používá pro konzervaci biologického materiálu a k balzamaci lidských těl. Vodný roztok formaldehydu s fenolem, tetraboritanem sodným a glycerolem se nazývá Galli-Valeriův roztok (lat. Solutio Galli-Valerio) Používá se k dezinfekci lékařských nástrojů.
Formaldehyd se používá při výrobě některých očkovacích látek, v nichž se mohou vyskytovat jeho rezidua.

## Zdravotní rizika
Do těla formaldehyd vstupuje především vdechováním a požitím potravin s obsahem látky hexamethylentetramin (E239), který se na formaldehyd rozkládá.. V plicích a trávicím ústrojí se snadno vstřebává. Přes kůži se vstřebává jen slabě. Podléhá velmi rychlému metabolismu, takže při vdechování nižších koncentrací není zaznamenán nárůst jeho hladiny v krvi. Metabolity (kyselina mravenčí a oxid uhličitý) vstupují do makromolekul jednouhlíkovými metabolickými drahami nebo jsou vyloučeny přes plíce a ledviny. Formaldehyd, který není zmetabolizován, může přímo na místě svého vstupu do těla reagovat s makromolekulami a způsobovat zesíťování DNA.
Formaldehyd má štiplavý zápach, snadno rozpoznatelný i při nízkých koncentracích. Dráždí kůži, oči a dýchací cesty. Byly zaznamenány příznaky astmatu, nicméně nebyl prokázán senzibilizační účinek. Může docházet k senzibilizaci kůže, pokud je vystavena roztokům o koncentraci nad 2 %.
Akutní expozice malým dávkám formaldehydu vyvolává bolesti hlavy a zánět nosní sliznice. Vyšší koncentrace způsobuje vážné podráždění sliznic a respirační problémy, např. zánět průdušek a otok nebo zánět plic. U citlivých jedinců může formaldehyd vyvolávat astma a záněty kůže. Chronická expozice způsobuje zánět průdušek. Formaldehyd dráždí oči a vyvolává slzení. Vyšší koncentrace mohou vyvolat zákal rohovky nebo i ztrátu zraku. Částečně se vstřebává kůží a může způsobovat podráždění nebo alergické reakce. Poškození se může objevit až několik hodin po expozici.[zdroj?]
Při požití může dojít k poleptání až proděravění sliznice. Toxický efekt zvyšuje přítomnost methanolu jako stabilizačního činidla. V těle se formaldehyd přeměňuje na kyselinu mravenčí, která zvyšuje kyselost krve a vede k dušnosti, snížení tělesné teploty, kómatu a v závažných případech až ke smrti. Kromě zvýšení kyselosti může formaldehyd poškozovat centrální nervovou soustavu. Formaldehyd v těle vzniká i po požití methanolu, působením enzymu alkoholdehydrogenáza.
Formaldehyd byl Mezinárodní agenturou pro výzkum rakoviny klasifikován jako karcinogen skupiny 1, tedy prokázaný karcinogen pro člověka. Nicméně nebyl prokázán významný karcinogenní potenciál. Některé studie indikovaly v souvislosti s expozicí formaldehydu zvýšený výskyt pouze u nádorů nosu a nosohltanu. Nebyla prokázána teratogenita ani reprodukční toxicita.
Formaldehyd je součástí spalin naftových i benzínových motorů.

## Formalín
Přibližně 40% (35–50%) vodný roztok formaldehydu se nazývá formalín (viz kapitoly Vlastnosti a Použití).

## Příbuzné sloučeniny
- acetaldehyd
- benzaldehyd
- ketony
- karboxylové kyseliny